# دیانا بیانکدی
دیانا بیانکدی (ایتالیایی: Diana Bianchedi؛ زادهٔ ۴ نوامبر ۱۹۶۹) شمشیرباز اهل ایتالیا بود.
وی در مسابقات کشوری و بین‌المللی در مجموع برندهٔ ۲ مدال طلا شده‌است.